# Латимер, Элизабет, 5-я баронесса Латимер из Корби
Элизабет Латимер (англ. Elizabeth Latimer; приблизительно 1356 — 5 ноября 1395) — английская аристократка, 5-я баронесса Латимер из Корби в своём праве (suo jure) с 1381 года.

## Биография
Элизабет Латимер была единственной дочерью Уильяма, 4-го барона Латимера из Корби, и Элизабет Фицалан. После смерти отца 28 мая 1381 года она унаследовала его земли и титул, став баронессой Латимер «в своём праве» (suo jure). Элизабет дважды была замужем. До 9 октября 1381 года она вышла за Джона Невилла, 3-го барона Невилла из Рэби, которому родила сына Джона, 6-го барона Латимера из Корби, и дочь Элизабет, жену сэра Томаса Уиллоуби. После 1388 года, овдовев, Элизабет стала женой Роберта Уиллоуби, 4-го барона Уиллоуби де Эрзби (отца сэра Томаса); в этом браке родилась ещё одна дочь, Маргарет.